# Satyrus virbius
Satyrus virbius — вид денних метеликів з родини сонцевиків (Nymphalidae).

## Поширення
Цей вид зустрічається на південному сході Росії та у Криму (Україна), можливо, також на сході України.

## Спосіб життя
Цей вид можна зустріти у степах, сухих трав'янистих схилах, кам'янистих місцях, галявинах у гірських лісах. На Криму кормовою рослиною гусені є костриця (Festuca spp.).